# Wybory do Parlamentu Europejskiego w Finlandii w 2014 roku
Wybory do Parlamentu Europejskiego VIII kadencji w Finlandii zostały przeprowadzone 25 maja 2014. Finowie wybrali 13 deputowanych. Wybory zakończyły się zwycięstwem centroprawicowej rządzącej Partii Koalicji Narodowej. Frekwencja wyniosła 41,0%.

## Wyniki wyborów
| Lista wyborcza                             | Głosy     | %     | Mandaty | Zmiana |
| ------------------------------------------ | --------- | ----- | ------- | ------ |
| Partia Koalicji Narodowej (KOK)            | 390 376   | 22,59 | 3       | –      |
| Partia Centrum (Kesk)                      | 339 895   | 19,67 | 3       | –      |
| Partia Finów (PS)                          | 222 457   | 12,87 | 2       | +1     |
| Socjaldemokratyczna Partia Finlandii (SDP) | 212 781   | 12,31 | 2       | –      |
| Liga Zielonych (Vihr)                      | 161 263   | 9,33  | 1       | −1     |
| Sojusz Lewicy (VAS)                        | 161 074   | 9,32  | 1       | +1     |
| Szwedzka Partia Ludowa (SFP)               | 116 747   | 6,76  | 1       | –      |
| Chrześcijańscy Demokraci (KD)              | 90 586    | 5,24  | 0       | −1     |
| Partia Piratów                             | 12 378    | 0,72  | 0       | –      |
| Komunistyczna Partia Finlandii (SKP)       | 5932      | 0,34  | 0       | –      |
| Pozostali                                  | 14 805    | 0,86  | 0       | –      |
| Razem                                      | 1 728 294 | 100   | 13      | –      |